# اوولوشن (۲۰۲۵)
رویداد اوولوشن ۲۰۲۵ (به انگلیسی: WWE Evolution) یک رویداد کشتی حرفه‌ای زنان بود که توسط پروموشن آمریکایی دبلیودبلیوئی تولید شده است. این رویداد، دومین رویداد اوولوشن پس از هفت سال بود که در روز یک‌شنبه ۱۳ ژوئیه ۲۰۲۵ در آتلانتا، جورجیا برگزار شد. در این رویداد، کشتی‌گیران هر سه برند راو، اسمک‌داون و ان‌اکس‌تی حضور داشتند.

## پس‌زمینه
در اکتبر ۲۰۱۸، پروموشن کشتی حرفه‌ای آمریکایی دبلیودبلیوئی، یک پی‌پرویوی تماما زنانه به نام اوولوشن برگزار کرد. این اولین رویداد دبلیودبلیوئی بود که منحصرا شامل مسابقات زنان می‌شد. در طول چند سال بعد، نظرات مختلفی از سوی افراد درون دبلیودبلیوئی در مورد رویداد دوم اوولوشن مطرح شد که از حمایت تعدادی از کشتی‌گیران زن این شرکت نیز برخوردار بود.
پیش از فسخ قرارداد میکی جیمز با دبلیودبلیوئی در آوریل ۲۰۲۱، او گفت که تلاش زیادی کرده تا یک رویداد کاملا زنانه دیگر و حتی یک برند کاملا زنانه برگزار کند، اما گفت که از «هر فرصتی محروم شده است» و ادعا کرد یک مقام ناشناس دبلیودبلیوئی به او گفته است که «کشتی زنان پول‌ساز نیست» و اوولوشن «کم‌ارزش‌ترین پی‌پرویوی تاریخ دبلیودبلیوئی» بوده است. در ژوئن ۲۰۲۱، ماریا کانلیس، کشتی‌گیر سابق دبلیودبلیوئی در مصاحبه‌ای گفت که مارک کارانو، رئیس سابق روابط استعدادهای دبلیودبلیوئی به او اطلاع داده است که رویداد کاملا زنانه دیگری برگزار نخواهد شد؛ اگرچه در یک تماس تلفنی در همان ماه، تریپل اچ گفت که برگزاری دومین رویداد اوولوشن امکان‌پذیر است؛ «اما در حال حاضر ضروری نیست».
پس از چند سال دیگر و بازنشستگی مالک سابق، وینس مک‌من و خرید دبلیودبلیوئی توسط اندیور و ادغام آن با یواف‌سی برای تشکیل گروه تی‌کی‌او در سال ۲۰۲۳، گزارشی در ۶ مارس ۲۰۲۵ منتشر شد مبنی بر اینکه دبلیودبلیوئی قصد دارد دومین رویداد اوولوشن را برگزار کند. وبگاه منتشرکننده این گزارش اظهار داشت که این پروموشن قصد دارد این رویداد را در آنکازویل، کنتیکت در ژوئیه ۲۰۲۵ برگزار کند، هر چند برنامه آن آزمایشی است. در ۱۲ مه ۲۰۲۵، گزارش جدیدی از وبسایت PWInsider اعلام کرد که این شرکت اکنون به دنبال برگزاری این رویداد، یک هفته بعد از آتلانتا و در همان آخر هفته‌ای است که ویژه برنامه ستردی نایتز مین اونت ۴۰ برگزار می‌شود. این اطلاعیه رسما توسط دبلیودبلیوئی در ۲۴ مه و در جریان ستردی نایتز مین اونت ۳۹ اعلام شد. برخلاف رویداد قبلی، این رویداد با حضور کشتی‌گیران برند ان‌اکس‌تی برگزار نخواهد شد.
این رویداد به صورت زنده از پیکاک در ایالات متحده و نتفلیکس در بیشتر بازارهای بین‌المللی پخش می‌شود.

### داستان‌ها
همانند سایر رویدادهای کشتی حرفه‌ای، داستان‌ها از پیش تعیین شده بوده و خطوط داستانی در شوهای هفتگی راو، اسمک‌داون و ان‌اکس‌تی جریان داشته و در پایان منتهی به یک مسابقه در پی‌پرویو می‌شوند.

## نتایج
| #                                                     | نتایج | نوع مسابقه                                                                                        | مدت زمان |
| ----------------------------------------------------- | --- | ------------------------------------------------------------------------------------------------- | -------- |
| ۱                                                     | بکی لینچ (c) پیروز در مقابل بیلی و لایرا والکیریا                                                                                    | مسابقه سه نفره برای عنوان قهرمانی بین قاره‌ای زنان دبلیودبلیوئی                                    | ۱۶:۳۰    |
| ۲                                                     | جسی جین (به همراه فالون هنلی و جازمین نیکس) پیروز در مقابل جوردن گریس (به همراه بلیک مونرو)                                          | مسابقه تک به تک عادی برای عنوان قهرمانی زنان ان‌اکس‌تی                                              | ۱۰:۳۰    |
| ۳                                                     | جاجمنت دی (راکل رودریگز و رکسان پرز) (c) پیروز در مقابل شارلوت فلر و الکسا بلیس، سول روکا و زاریا و کابوکی واریرز (آسکا و کایری سین) | مسابقه تگ تیم ۴ تیمه برای عناوین قهرمانی تگ تیم زنان دبلیودبلیوئی                                 | ۱۰:۵۰    |
| ۴                                                     | تیفانی استراتون (c) پیروز در مقابل تریش استراتوس                                                                                     | مسابقه تک به تک عادی برای عنوان قهرمانی زنان دبلیودبلیوئی                                         | ۸:۳۰     |
| ۵                                                     | جید کارگیل پیروز در مقابل نیومی | مسابقه تک به تک عادی بیانکا بلر به عنوان داور ویژه در مسابقه حضور داشت.                           | ۱۱:۱۰    |
| ۶                                                     | استفانی واکر پیروز با حذف کردن لش لجند                                                                                               | بتل رویال ۲۰ نفره برای شانس مسابقه بر سر عنوان قهرمانی در کلش این پاریس                           | ۱۵:۳۰    |
| ۷                                                     | نیومی پیروز در مقابل ایو اسکای (c) و ریا ریپلی                                                                                       | مسابقه سه نفره برای عنوان قهرمانی جهانی زنان این مسابقه به دلیل قرارداد مانی این د بنک نیومی بود. | ۲۶:۲۰    |
| - (c) – نشان‌دهنده قهرمان(هایی) است که به میدان می‌روند | |                                                                                                   |          |